# ユッケ
ユッケ（肉膾、육회）は、ローフード（生食）の一つであり、生肉を用いた韓国の肉料理。

## 概要
原語読みでは肉は「ユク（육、Yuk）」、膾は「フェ（회、Hoe）」の発音で、連音化して「ユクェ」と聞こえる。「膾」は獣や魚の生肉を細かく刻んだもの（「なます」や刺身の一種）の意味である。
名前が示す通り、生肉を使った韓国式のタルタルステーキ風料理である。生の牛肉（主にランプなどのモモ肉）を細切りにし、ゴマやネギ、松の実などの薬味と、醤油やごま油、砂糖、コチュジャン、ナシの果汁などの調味料で和える。中央に卵黄を乗せて供することも多いが、伝統的なレシピでは卵は用いない。ユッケをビビンバに乗せたものは、ユッケビビンバ（육회 비빔밥）と称される。晋州市の郷土料理は特によく知られており、ご飯やナムルの上に乗った赤い牛肉を花に見立ててファバン（화반、花飯）とも呼ばれている。

## 歴史
1800年代末期の『是議全書』に掲載されている調理法では、薄く切って血抜きした牛肉を細切りにし、ネギ、ニンニク、唐辛子、蜂蜜、油、松の実、ゴマ、塩などで和えるとしている。また食べる際にはコチュジャンと食酢をあわせたチョコチュジャンを加えるのもよいとされている。

### 日本
日本でもかつては焼肉店の定番メニューとなっていた。料理店では様々にアレンジされ、牛の舌（タンユッケ）、牛の内臓、鶏肉、馬肉で作られる場合もあった。また現在でも、マグロ、鰹などの魚肉（刺身）で作られる場合がある。ビビンバのように生卵を乗せることもある。

## 危険性
ユッケは生肉を食するものであるため、腸管出血性大腸菌やサルモネラなどの病原体に感染する可能性がある。
内部組織へ菌が侵入しないよう、大きな塊肉を使用し周りを削り落とす「トリミング」によれば菌低減の効果がある。また、業界団体である全国焼肉協会は「生食用食肉の取扱いについて」（2011年（平成23年）5月6日）では「安全性の確保については、お店の対応次第でゼロリスクに近づける」としている。

### 集団食中毒事件
2011年4月19日より26日の間に、焼肉チェーン店「焼肉酒家えびす」の複数の店舗において、牛肉ユッケを食べた男児ら複数名が腸管出血性大腸菌(O-111)によって相次いで死亡および重症化する事件が発生した。
食材となった牛肉ユッケの一部に菌が付着していたことが原因であると想定されるが、この店舗ではトリミングされていなかった。
患者が発生した各県は、焼肉酒家えびすを運営する株式会社フーズ・フォーラスに対し、「焼肉酒家えびす砺波店」4月27日営業停止処分、「駅南店」4月30日営業停止処分、「福井渕店」5月2日営業停止処分、「富山山室店」5月6日営業停止処分、「横浜上白根店」5月16日営業禁止処分とした。なお、「焼肉酒家えびす」は4月27日より生食用食肉（ユッケ）の販売自粛、4月29日から全店舗の営業停止を発表し、同年7月8日に廃業している。
2011年の4-5月期には、焼肉チェーン店において165名の患者発生があり、重症者34名、死者5名である。
この事例では溶血性尿毒症症候群（HUS）を併発した患者が31名（患者の18.5%）と高率であり、従来のO157感染によるHUSが数%であることからして、重症化した患者が多数認められている。

### 肉の生食に関する規制
牛肉などの生食による食中毒事件が頻発したことから、厚生省（現厚生労働省）は1998年（平成10年）に「生食用食肉等の安全確保について」の通知を出した。本基準には生食用食肉の成分規格目標、生食用食肉の加工等の基準目標、生食用食肉の保存等基準目標が詳細に示されているが、あくまでも目標であり、法的な規制ではなかった。
さらには2006年（平成18年）に焼肉店を原因施設とする事例が続発し、その原因食品として焼肉、ユッケ、レバー等の刺身肉であることから、飲食店における腸管出血性大腸菌食中毒防止対策について通知が出された。
と畜場、食肉処理施設、食肉販売店、飲食店の各施設における生食用肉の衛生管理に基づいた保健所からの指導要請がなされた。
旧厚生省は「生食用食肉の衛生基準」（1998年9月11日 生活衛生局長通達）により生食用食肉の規格や衛生管理について定め、これに沿った食肉に限り「生食用」と表示することとしていた。この基準については「膨大な金額がかかり、検査に合格する頃には生肉ではなくなるので実質的な禁止措置」との批判が当初からあった。したがってこれに基づく生食用食肉の出荷実績があるのは馬肉とレバーのみで、牛肉の出荷実績のある施設はなかった（2008年（平成20年） - 東京都福祉保健局 2009年（平成21年））。この基準が原因で、多くの加熱用食肉が飲食店の自主判断により生のまま提供されることになっていた。

### 死亡事故
2022年9月15日、京都宇治市の食肉販売店が販売した牛肉を食べた90歳女性がO157に感染し、死亡した。販売店は「レアステーキ」と発表したが、京都府は「ユッケ」であると判断した。1996年以降京都府内で2例目となるO157死亡事故となった。